# Milt Plum
Milton Ross Plum (Westville, 20 gennaio 1935) è un ex giocatore di football americano statunitense che ha militato nel ruolo di quarterback nella National Football League (NFL).

## Carriera
Plum al college giocò come quarterback, defensive back, punter e placekicker e  Penn State. Dopo avere utilizzato la loro scelta del primo giro nel Draft NFL 1957 per Jim Brown, i Cleveland Browns selezionarono Plum nel secondo giro.
Plum debuttò come quarterback nel quarto turno della stagione 1957 quando il titolare Tommy O'Connell si infortunò contro i Philadelphia Eagles. Plum e O'Connell si divisero il ruolo in campo per il resto della stagione, in cui i Browns ebbero un record di 9-2-1 e vinsero la Eastern Conference.
O'Connell lasciò la NFL dopo la stagione 1957 e nel corso dei quattro anni successivi Plum fu un titolare di buon livello nella squadra costruita attorno alle corse di Jim Brown e Bobby Mitchell.
Il passer rating di Plum di 110,4 nella stagione 1960 fu un record NFL finché non fu superato nel 1989 dal quarterback di San Francisco Joe Montana con 112,4. Nel corso delle sue cinque stagioni a Cleveland, Plum ebbe un rating 89,9, che lo pone al primo posto tra i quarterback dei Browns con almeno 750 passaggi tentati.
Nel 1960 e 1961, la riserva di Plum fu Len Dawson, che avrebbe avuto una carriera da Hall of Fame con i Kansas City Chiefs dell'American Football League.
I Browns scambiarono Plum con i Detroit Lions in un affare che coinvolse sei giocatori. I Lions non avevano il potente gioco sulle corse dei Browns, costringendo Plum a dover affidarsi maggiormente al suo braccio. Anche se ebbe un buon avvio, portando i Lions a vincere tutte le prime tre partite, le cose si misero al peggio nella settimana 4 dopo un intercetto costoso che portò alla sconfitta contro i Green Bay Packers. Nel finale di stagione, il capo-allenatore George Wilson mise Plum in panchina diverse volte, preferendogli Earl Morrall. I Lions chiusero con un record di 11-3, due gare dietro a Green Bay.
Plum perse il ruolo di titolare in favore di Morrall nel 1963 ma lo riottenne quando Morrall si infortunò all'inizio del 1964. Quella si rivelò la sua migliore annata a Detroit, passando 2.241 yard e 18 touchdown, con i Lions che terminarono con un record di 7-5-2. I Lions scambiarono Morrall con i New York Giants prima della stagione 1965 ma Plum faticò quell'anno, completando meno della metà dei suoi passaggi. Nel 1966 subì un infortunio al ginocchio e fu sostituito da Karl Sweetan, che divise i minuti in campo con Plum nel 1967.
Plum fu la riserva di Roman Gabriel nei Los Angeles Rams del 1968 e di Fran Tarkenton e Gary Wood nei Giants del 1969, giocando sporadicamente. Si ritirò a fine stagione
Plum ebbe un record di 7-2-1 nella settimana 1 della stagione per una percentuale di vittorie del 77,8, la seconda più alta della storia per un quarterback dal 1950. Detiene inoltre il record NFL per il più lungo passaggio completato a se stesso (20 yard).

## Palmarès
- Convocazioni al Pro Bowl: 2

1960, 1961
- Second-team All-Pro: 1

1960